# Paatari
Le lac Paatari (finnois : Paatari, same du Nord : Pááđáár) est un lac situé dans la municipalité d' Inari en Finlande,,.

## Présentation
Paatari est un lac d'environ neuf kilomètres de long à dix kilomètres à l'ouest du centre d'Inari, . 
Les rivières s'écoulant dans le Paatari sont la Lemmenjoki, la Menesjoki et la Vaskojoki. 
Les eaux du PaatarI se déversent dans la rivière Juutuanjoki jusqu'au lac Inari.